# Блешерет (аэропорт)
Блешере́т (фр. Aéroport de Lausanne-Blécherette) — региональный аэропорт швейцарского города Лозанны, расположенный в городском районе Блешерет на расстоянии 1 км от центра города.
Аэродром начал функционировать с 1911 года. В 1914 году построен первый ангар. В 1919 году открыто регулярное почтовое сообщение с Цюрихом. В 1926 году из-за финансовых трудностей аэродром был передан владельцами муниципалитету Лозанны. В 1930-е годы из Блешерета осуществлялось воздушное сообщение с городами Швейцарии, а также Парижем, Лондоном, Римом, Веной, Берлином, Амстердамом, Марселем и Барселоной.
В годы Второй мировой войны аэродром использовался в военных целях. На тот момент Блешерет уже не соответствовал требованиям современных аэродромов, и в 1941 году власти приняли решение перенести аэропорт города на юго-запад в лозаннский пригород Экюблан. Однако население высказалось против переноса на кантональном референдуме 1946 года. После чего возник новый план по переносу аэропорта на север в местечко Этаньер. Однако в 1972 и 1974 годах граждане на кантональном референдуме проголосовали против переноса аэродрома в Этаньер. В 1980-е годы из-за высоких расходов на содержание аэропорта планировалось его закрытие в 2006 году. 
В 1993 году аэропорт был передан компании Aéroport région lausannoise-La Blécherette SA (ARLB). В 2000 году проведена модернизация взлётно-посадочной полосы. В 2005 году открыто новое 4-этажное административное здание в форме крыла.
Находится на окраине Лозанны вблизи автомагистрали А9. Имеется троллейбусное сообщение. Планируется строительство линии метро М3, которая свяжет аэропорт Блешерет с железнодорожным вокзалом Лозанны.